# هنري أندرسون
هنري أندرسون (28 أكتوبر 1924 غوتنبرغ السويد - 22 ديسمبر 2009) هو لاعب كرة قدم سويدي سابق كان يلعب كحارس مرمى.